# Ісупово (Арзамаський район)
Ісупово (рос. Исупово) — присілок в Арзамаському районі Нижньогородської області Російської Федерації.
Населення становить 4 особи. Входить до складу муніципального утворення Новоусадська сільрада.

## Історія
Від 2009 року входить до складу муніципального утворення Новоусадська сільрада.

## Населення
| 2002 | 2010 |
| ---- | ---- |
| 8    | ↘4   |